# Харрис, Барри
Барри Харис (англ.  Barry Doyle Harris; 15 декабря 1929, Детройт (штат Мичиган), США — 8 декабря 2021) — американский бибоп джазовый пианист и педагог.

## Биография
Родился в Детройте (штат Мичиган) 15 декабря, 1929 года. Музыкальная одарённость Харриса проявилась уже в четыре года (в этом возрасте он занимался у своей матери, церковной органистки). С 1944 года проявляет наиболее сильный интерес к джазу. В 17 лет выступает в любительском джазовом шоу. Через немного времени — выиграл приз в любительских шоу в театре Paradise.
В 1954—1955 годах играет в Детройте вместе с Майлзом Дэвисом, Сонни Ститом, Максом Роучем. С 1958 года начал преподавать музыку; разработал методику освоения джазового фортепиано. В 1980-е годы руководил Джазовым культурным центром (он состоял из клуба и учебных классов). Один из учеников Барри Харриса — джазмен Ваагн Айрапетян. Продолжал еженедельные мастер-классы даже в период пандемии COVID-19 (в онлайн-формате).
Скончался за несколько дней до своего 92-летия 8 декабря 2021 года от осложнений, вызванных коронавирусной инфекцией в Норт Бергене (Нью-Джерси).

## Дискография

### Сольные
- Breakin' It Up (Argo 1958)
- Barry Harris at the Jazz Workshop (Riverside 1960)
- Listen to Barris Harris . . . Solo Piano (Riverside 1960)
- Preminado (Riverside 1961)
- Newer Than New (Riverside 1961)
- Chasin' The Bird (Riverside 1962)
- Luminescence (Prestige 1967)
- Bull’s Eye (Prestige 1968)
- Barry Harris Trio: Magnificent (Prestige 1969)
- Barry Harris plays Tadd Dameron (Xanadu 1975)
- Tokyo (1976)
- Barry Harris Plays Barry Harris (Xanadu 1978)
- Stay Right with It (Xanadu 1978)
- For the Moment (Uptown 1984)
- The Bird of Red and Gold (Xanadu 1989)
- Live at Maybeck Recital Hall — Volume Twelve (Concord 1991)
- First Time Ever (Ecidence 1997)
- Live in New York (Reservoir 2002)
- Live in Rennes (Plus Loin Music 2009)

### Как приглашённый участник
- The Magnificent Thad Jones by Thad Jones (1956; Blue Note Records)
- West Coast Blues! by Harold Land (1960; Jazzland Records)
- Them Dirty Blues by The Cannonball Adderley Quintet (1960; Capitol Records)
- The Texas Twister by Don Wilkerson (1960; Riverside)
- Eastern Sounds by Yusef Lateef (1961; Prestige Records)
- The Sidewinder by Lee Morgan (1963; Blue Note Records)
- Clubhouse by Dexter Gordon (1965 — released 1979; Blue Note)
- Gettin' Around by Dexter Gordon (1965; Blue Note)
- The Turnaround by Hank Mobley (1965; Blue Note Records)
- Wrapped Tight by Coleman Hawkins (Impulse!, 1965)
- Bopstacle Course by Terry Gibbs (1974; Xanadu Records)
- Biting the Apple by Dexter Gordon (1976; Steeplechase Records)
- Saturday Morning by Sonny Criss (1975; Xanadu Records)
- Al Cohn's America by Al Cohn (1976; Xanadu Records)
- True Blue by Al Cohn, Dexter Gordon (1976; Xanadu Records)
- Silver Blue by Al Cohn, Dexter Gordon (1976; Xanadu Records)
- The Colossus of Detroit by Billy Mitchell (1978; Xanadu Records)
- Swinging The Blues by The Earl May Quartet featuring Barry Harris (2005; Arbors Records)